# Weird Kids
Weird Kids è il secondo album in studio dei We Are the In Crowd, pubblicato il 18 febbraio 2014 dalla Hopeless Records.

## Descrizione
Il titolo dell'album è stato ideato dal chitarrista Cameron Hurley.
Dopo due anni passati in tour per promuovere il precedente album Best Intentions, Tay Jardine ha ammesso come all'inizio della fase di scrittura la band abbia dovuto quasi riscoprirsi perché nel frattempo non aveva avuto modo di comporre nuova musica; una volta superata questa fase iniziale, tuttavia, il processo di scrittura è continuato in modo fluido e la band ha preparato 25 canzoni da portare in studio.
Attention è stato il primo singolo estratto dall'album, ed è stato pubblicato ancora prima di iniziare la vera e propria registrazione del disco. La band, che non pubblicava nuova musica dall'album Best Intentions di due anni prima, ha voluto così ripagare i fan per l'attesa e dar loro del nuovo materiale per aspettare il nuovo album. Il 10 dicembre 2013 è pubblicato il secondo singolo The Best Thing (That Never Happened).

## Accoglienza
Nella settimana d'esordio, Weird Kids ha debuttato al primo posto nella classifica britannica degli album rock, piazzandosi al 24º in quella generale. Si è inoltre posizionato al 5º posto nella Official Record Store Chart, al 4º fra gli album indipendenti e al 21º in Scozia. In Irlanda l'album entra al 20º posto nella classifica degli album indipendenti. L'album ha poi fatto il suo debutto nelle classifiche statunitensi al 29º posto, con un sensibile miglioramento rispetto al 122º del precedente lavoro Best Intentions.

## Tracce
1. Long Live the Kids – 4:11
2. The Best Thing (That Never Happened) – 2:51
3. Manners – 3:05
4. Come Back Home – 2:56
5. Attention – 3:22
6. Dreaming Out Loud – 3:06
7. Remember (To Forget You) – 3:04
8. Don't You Worry – 2:44
9. Windows in Heaven – 3:26
10. Reflections – 2:41

## Formazione
- Tay Jardine – voce, tastiera
- Cameron Hurley – chitarra solista, cori
- Jordan Eckes – voce, chitarra ritmica
- Mike Ferri – basso
- Robert Chianelli – batteria

## Classifiche
| Classifica (2014)          | Posizione massima |
| -------------------------- | ----------------- |
| Belgio                     | 170               |
| Irlanda (indie)            | 20                |
| Regno Unito                | 24                |
| Regno Unito (rock & metal) | 1                 |
| Regno Unito (independent)  | 4                 |
| Regno Unito (record store) | 5                 |
| Scozia                     | 21                |
| Stati Uniti                | 29                |
| Stati Uniti (independent)  | 5                 |
| Stati Uniti (alternative)  | 8                 |
| Stati Uniti (rock)         | 9                 |